# Availles-Limouzine

Availles-Limouzine este o comună în departamentul Vienne, Franța. În 2009 avea o populație de 1,314 de locuitori.